# Soneto 2
| «» Soneto 2 |
| --- |
| When forty winters shall besiege thy brow, And dig deep trenches in thy beauty's field, Thy youth's proud livery, so gazed on now, Will be a tatter'd weed, of small worth held: Then being ask'd where all thy beauty lies, Where all the treasure of thy lusty days, To say, within thine own deep-sunken eyes, Were an all-eating shame and thriftless praise. How much more praise deserved thy beauty's use, If thou couldst answer 'This fair child of mine Shall sum my count and make my old excuse,' Proving his beauty by succession thine! This were to be new made when thou art old, And see thy blood warm when thou feel'st it cold. |
| –William Shakespeare |

Soneto 2 é um dos 154 sonetos escritos por William Shakespeare. 
A crítica o considera um dos sonetos shakespearianos sobre a procriação e a observação da destruição do tempo e da beleza, incitando o destinatário do poema, um(a) jovem, a ter um filho.
O poeta, em seu olhar de antagônicos, como observa José Arantes Júnior, olha para o tempo em que o jovem teria envelhecido, e usa sua observação como um argumento para ter um filho que irá replicar seu pai e preservar sua beleza. A imagem do envelhecimento, em que quarenta invernos correspondem aos sulcos e linhas que marcarão a testa do jovem no envelhecimento.

## Traduções
Diversos escritores, no Brasil e em Portugal, já traduziram este e outros sonetos.

### Tradução de Fernando Nin'g Guimarães
Quando quarenta invernos estiverem de ti em torno   

E fundas trincheiras forem na tua beleza cavadas   

A pintura da juventude, hoje teu principal adorno   

Como fosse erva daninha, será pouco valorizada   

Então se perguntará para onde foi tanta formosura   

Onde terá ido parar afinal todo o glorioso esplendor   

Deveria talvez ter sido guardado com mais usura   

Em vez de desperdiçado com elogios sem valor   

Sabe, porém, que serás devidamente louvado   

Caso puderes dizer ‘olha bem, a minha criança   

Encarna tudo e assim poderei ser desculpado    

Sua beleza a prova do que posso deixar de herança’     

Pois assim deve ser, o novo ao velho suceder    

E quando vier o frio haverá com o que te aquecer.

### Tradução deMilton Lins
O tradutor o fez em dodecassílabos, quer em tetrâmetro anapéstico, quer em hexâmetro iâmbico, quer misto.
Quando forem quarenta os maus tempos passados,

E rugas outonais marcando tua face,

Com teus librés da moda em trapos ou rasgados,

As gramas sem verdor, em ti eu encontrasse:

E quando houver pergunta acerca da beleza,

Um tesouro a exibir dos dias valorosos,

Que dirá teu olhar tão falto de firmeza?

Que é vergonha voraz, ou gabos numerosos?

Elogio melhor merece a criação,

Dirás: "A exposição honrosa do meu filho

Deve falar por mim, no meu velho padrão",

Comprovando a beleza herdada com teu brilho.

Isto acontecerá, quando se for o estio,

Teu sangue esquentará, quando o sentires frio.

### Tradução de José Arantes Júnior
O tradutor pôs um título ao soneto e não se ateve à métrica nem ao ritmo, mas à forma plástica, e em sua tradução, cada verso tem exatamente 36 caracteres, entre letras, pontuações e espaços, excluindo apenas a pontuação final.
O Ser Novo e o Ser Tardio

Se quarenta invernos marcarem a face

Abrindo fundas rugas em tuas feições,

A soberba juventude perderá o enlace

E não valerá sobras em decomposições.

Indigna-se onde o belo estava situado,

Ou onde o tesouro dos dias melódicos?

Então dirás que teus olhos encovados

Estavam obtendo só elogio de pródigo.

Mais louvor merece o uso desta visão

Se disseres "o belo da minha criança

Se soma e traduz minha participação"

Pois recebeu a tua beleza de herança.

É forma de ser novo sendo ser tardio,

De doar sangue quente ao sentir frio.

### Tradução deIvo Barroso
O tradutor procurou se manter no ritmo do poeta, ou seja, no pentâmetro iâmbico, ou, quando não, em versos heróicos.
Quando no assédio de quarenta invernos

Se cavarem as linhas de teu rosto,

Da juventude os teus galões supernos

Pobres andrajos se tiverem posto,

Se então te perguntarem pelo fausto

De teus dias de glória e de beleza,

Dizer que tudo jaz no olhar exausto,

Opróbrio fora, encômio sem grandeza.

Mais mérito terias nessa usança

Se pudesses dizer: “Meu filho há-de

Saldar-me a dívida, exculpar-me a idade”,

Provando que a beleza é tua herança.

Fora tornar em novo as coisas velhas

E ver o sangue quente enquanto engelhas.

## Outras referências
- ary Genetics of Shakspeare's Sonnets. Urbana: University of Illinois Press, 1950.
- Booth, Stephen. Shakespeare's Sonnets. New Haven: Yale University Press, 1977.
- Dowden, Edward. Shakespeare's Sonnets. London, 1881.
- Hubler, Edwin. The Sense of Shakespeare's Sonnets. Princeton: Princeton University Press, 1952.